# Уобан (город, Миннесота)
Уобан (англ. Waubun) — город в округе Маномен, штат Миннесота, США. На площади 1,3 км² (1,3 км² — суша, водоёмов нет), согласно переписи 2002 года, проживают 403 человека. Плотность населения составляет 304,3 чел./км².
- Телефонный код города — 218
- FIPS-код города — 27-68674[1]
- GNIS-идентификатор — 0653849[2]